# Октябрський (Ішимський район)
Октя́брський (рос. Октябрьский) — селище у складі Ішимського району Тюменської області, Росія.
Населення — 1486 осіб (2010, 1710 у 2002).
Національний склад станом на 2002 рік:
- росіяни — 92 %